# Shuibeijie
Shuibeijie (kinesiska: 水北街) är en köping i sydöstra Kina. Den ligger i Pucheng härad i staden Nanping i provinsen Fujian, omkring 190 kilometer norr om provinshuvudstaden Fuzhou. Antalet invånare är 12 201. Befolkningen består av 5 862 kvinnor och 6 339 män. Barn under 15 år utgör 20,0 %, vuxna 15-64 år 64 %, och äldre över 65 år 14,0 %.